# Moneilema michelbacheri
Moneilema michelbacheri är en skalbaggsart som beskrevs av Linsley 1942. Moneilema michelbacheri ingår i släktet Moneilema och familjen långhorningar. Inga underarter finns listade i Catalogue of Life.